# Artur Malawski
Artur Malawski (ur. 4 lipca 1904 w Przemyślu, zm. 26 grudnia 1957 w Krakowie) – polski kompozytor, pedagog i dyrygent.

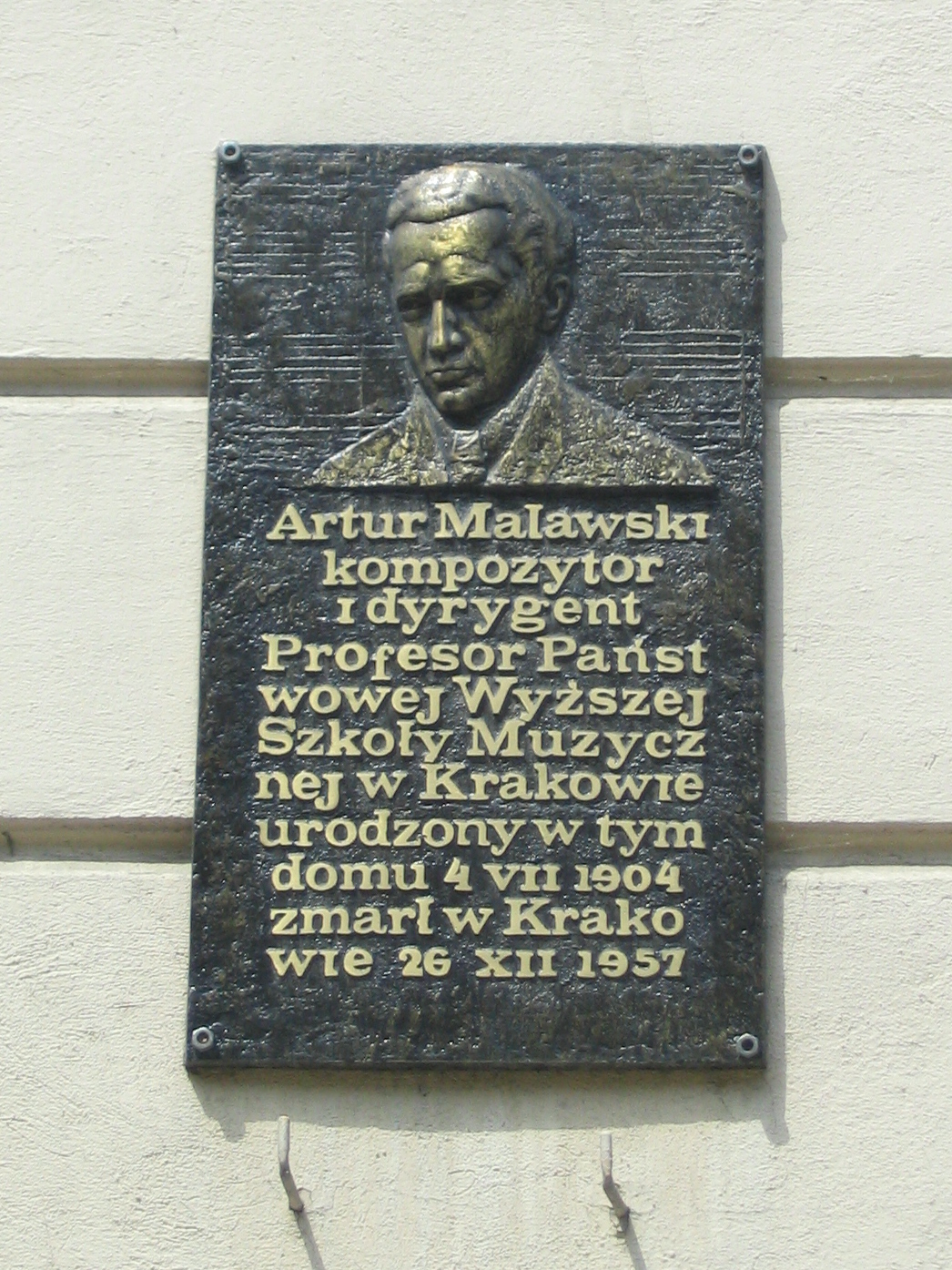
Tablica poświęcona Malawskiemu

## Życiorys
Urodził się w rodzinie Mariana, radcy skarbowego, i Matyldy z domu Theobald. Od ósmego roku życia uczył się gry na skrzypcach w Przemyślu. W 1920 rozpoczął ośmioletnie studia gry na skrzypcach w Konserwatorium Towarzystwa Muzycznego w Krakowie w klasie Jana Chmielewskiego oraz teorii muzyki u ks. Bernardina Rizziego. W latach 1927–1933 koncertował w Krakowie i innych miastach oraz w Polskim Radiu. Z powodu urazu lewej ręki musiał zrezygnować z kariery wirtuoza. Rozpoczął wtedy karierę profesora. Nauczał skrzypiec i teorii muzyki w Konserwatorium Towarzystwa Muzycznego w Krakowie (1928–1936), gry na skrzypcach w Śląskiej Szkole Muzycznej w Katowicach (1929–1930) oraz w Żeńskim Seminarium Nauczycielskim w Krakowie (1930–1932). Był współzałożycielem Stowarzyszenia Młodych Muzyków w Krakowie (1932). W 1936 rozpoczął naukę w Państwowym Konserwatorium Muzycznym w Warszawie, gdzie studiował kompozycję w klasie Kazimierza Sikorskiego oraz dyrygenturę w klasie Waleriana Bierdiajewa. Studia ukończył w 1939 z odznaczeniem za kompozycję.
Po wybuchu II wojny światowej przeniósł się do Włodzimierza Wołyńskiego, gdzie prowadził chór i orkiestrę ukraińskiego teatru muzycznego. W 1940 podjął pracę nauczyciela gry na skrzypcach i klasy kameralnej w szkole muzycznej w Tarnopolu. W 1941 zamieszkał we Lwowie, a następnie przeniósł się do Lublina, gdzie do 1944 uczył prywatnie gry na skrzypcach oraz organizował koncerty dla Polaków.
Od 1945 uczył dyrygentury i kompozycji w Państwowej Wyższej Szkole Muzycznej w Krakowie, gdzie w latach 1951–1952 kierował sekcją operową na Wydziale Wokalnym. W 1957 został mianowany kierownikiem Katedry Dyrygentury. W latach 1950–1954 uczył dyrygentury w Państwowej Wyższej Szkole Muzycznej (obecnie Akademia Muzyczna w Katowicach). W 1955 został profesorem nadzwyczajnym. W latach 1945–1957 występował sporadycznie jako dyrygent. W 1948 odniósł sukces artystyczny wykonując (jako dyrygent, solistą był Jan Hoffman) swoje „Etiudy Symfoniczne” na fortepian i orkiestrę podczas festiwalu Międzynarodowego Towarzystwa Muzyki Współczesnej w Amsterdamie. W latach 1945–1948 wchodził w skład Komisji Programowej Szkolnictwa Wyższego przy Ministerstwie Kultury i Sztuki. Od 1946 był członkiem zarządu, a w latach 1948–1951 i w 1957 prezesem Polskiego Towarzystwa Muzyki Współczesnej. W latach 1951–1954 był członkiem Zarządu Głównego Związku Kompozytorów Polskich (ZKP).
Do jego uczniów należeli m.in. Bogusław Schaeffer, Krzysztof Penderecki (kompozycja) oraz Jerzy Katlewicz i Jerzy Semkow (dyrygentura), a także Wojciech Kilar.
W 1931 poślubił Annę z Darowskich (1900–1980), uczennicę konserwatorium muzycznego, dzieci nie mieli.
Zmarł w Krakowie, pochowany w alei zasłużonych na cmentarzu Rakowickim (kwatera LXVII-płn. 2-6).

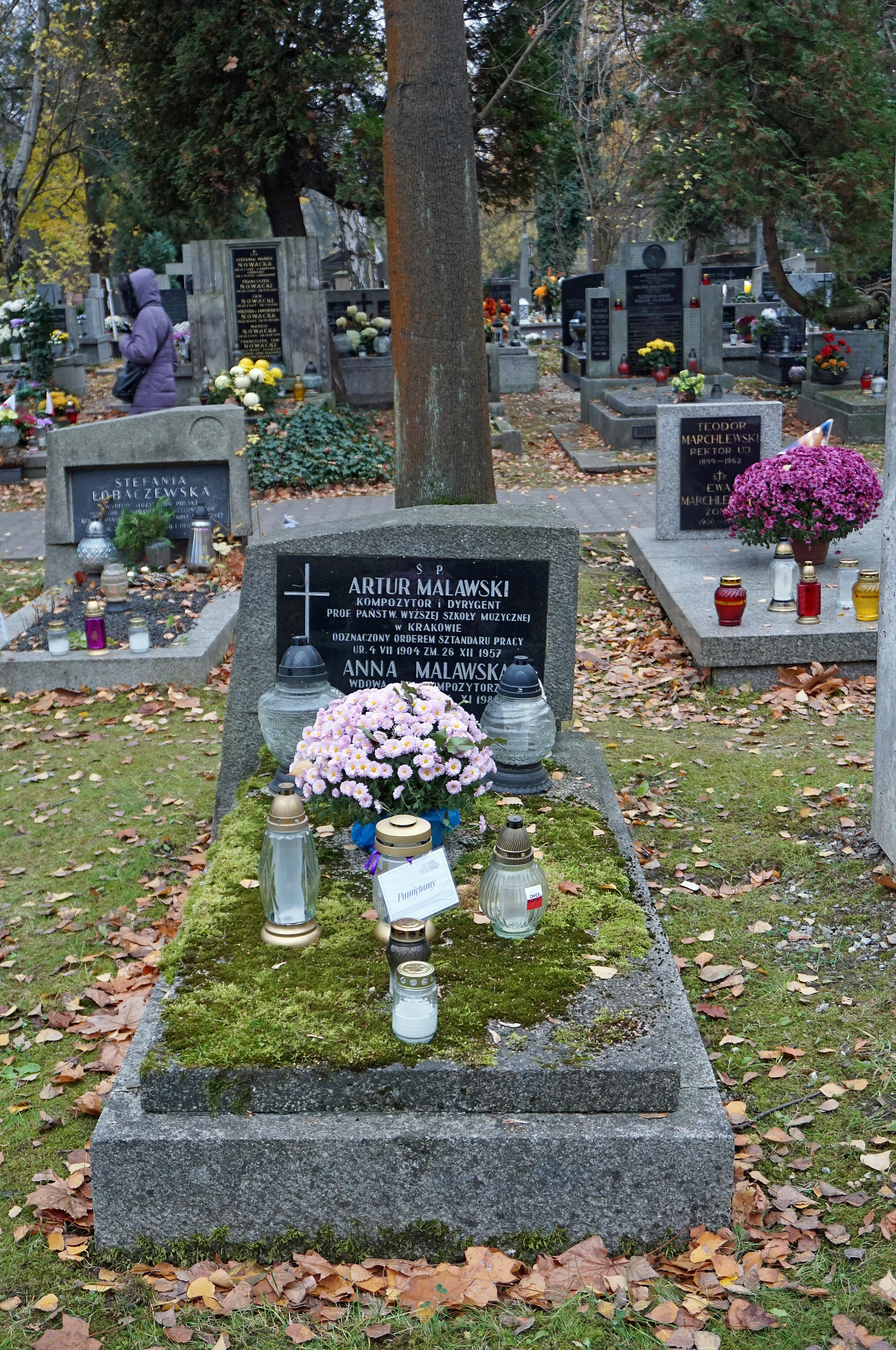
Grób Artura Malawskiego na cmentarzu Rakowickim

## Ordery i odznaczenia
- Order Sztandaru Pracy II klasy (1956)
- Medal 10-lecia Polski Ludowej (28 lutego 1955)[6]

## Nagrody
- 1928 – I nagroda na Konkursie Towarzystwa Bratniej Pomocy Uczniów Konserwatorium Krakowskiego za „Bajkę” na skrzypce i fortepian
- 1949 – II nagroda za „Wariacje” na orkiestrę, III nagroda za „Toccatę z fugą w formie wariacji” na fortepian i orkiestrę symfoniczną oraz wyróżnienie za „Tryptyk Góralski” na fortepian na „Konkursie kompozytorskim im. Fryderyka Chopina”
- 1952 – Nagroda Państwowa III stopnia za balet pantomimę „Wierchy”[7]
- 1955 – Nagroda Państwowa II stopnia za twórczość kompozytorską i działalność pedagogiczną w minionym 10-leciu[8]
- 1955 – nagroda Ministra Kultury i Sztuki za „Trio Fortepianowe” i za „Etiudy Symfoniczne”
- 1956 – nagroda Związku Kompozytorów Polskich za całokształt działalności kompozytorskiej i pedagogicznej
- 1957 – Nagroda Muzyczna miasta Krakowa za osiągnięcia twórcze ze szczególnym uwzględnieniem „II Symfonii Dramatycznej”

## Upamiętnienie
Jego imieniem nazwano ulice w Warszawie, Krakowie i Przemyślu.
W latach 1962–1982 co dwa lata odbywał się w Krakowie Konkurs Kompozytorski im. Artura Malawskiego.